# Gabriel Thomson
Gabriel Marshall Thomson (* 27. Oktober 1986 in London, Großbritannien) ist ein britischer Filmschauspieler.
Thomson steht seit seinem 9. Lebensjahr vor der Kamera. Nach mehreren Spielfilmen stand er seit 2000 für die britische Sitcom „My Family“ vor der Kamera, wo er den jüngsten Spross der Familie Harper spielt. Er war zusammen mit dem US-Amerikaner Liam Aiken als Alternative für die Besetzung von Harry Potter genannt worden.
Thomson hat einen älteren Bruder.

## Filmografie
- 1995: Die Bibel – Josef (Joseph)
- 1999: Die neuen Abenteuer des Pinocchio (The New Adventures of Pinocchio)
- 1999: Great Expectations
- 2001: Duell – Enemy at the Gates (Enemy at the Gates)
- 2000–2011: My Family (Fernsehserie, 114 Folgen)